# Filozofuj!
Filozofuj! – polski ilustrowany dwumiesięcznik, ukazujący się od 2015 roku, poświęcony popularyzacji filozofii, wydawany przez Wydawnictwo Academicon.

## Charakterystyka
Numer czasopisma składa się z dwóch części: artykułów dotyczących głównego tematu numeru, obejmujących również wywiad z autorytetem z tego zakresu, oraz tekstów w różnym stopniu powiązanych z głównym tematem numeru. Wśród tych ostatnich stałą pozycję ma dział „Narzędzia filozofa”, w ramach którego ukazują się: kurs logiki formalnej, kurs teorii argumentacji, cykl o eksperymentach myślowych oraz kurs greki z wielkimi klasykami. Od pierwszego numeru ukazuje się też cykl tekstów poświęconych filozofii indyjskiej. Ponadto w części poza tematycznej publikowane są teksty z różnych obszarów filozofii (m.in. „Filozofia a nauka”, „Filozofia a literatura”, „Nauczanie filozofii”, „Who is who w filozofii polskiej”), dotyczące wątków filozoficznych w znanych filmach, relacje z wydarzeń filozoficznych, omówienia i recenzje książek o tematyce filozoficznej, kalendarium filozoficzne, żarty i anegdoty filozoficzne oraz krzyżówka sprawdzająca wiedzę nabytą podczas lektury numeru.

## Redakcja
Robert Kryński, Artur Szutta, Natasza Szutta.

## Rada naukowa
prof. dr hab. Krzysztof Brzechczyn, prof. dr hab. Adam Grobler, dr hab. Arkadiusz Gut, prof. Jonathan Jacobs, prof. dr hab. Stanisław Judycki, prof. dr hab. Tadeusz Szubka, prof. Thomas Wartenberg

## Współpraca
Sławomir Czarnecki, Jacek Jarocki, Zuzanna Kasprzyk, Małgorzata Kopciuch, Mateusz Kotowski, Lena Kuklińska, 
Mirella Nawracała-Urban, Paulina Palka, Kamil Szymański, Hanna Urbankowska, Izabela Wodzińska.